# Paul Debes
Paul Debes (Elberfeld, 8 settembre 1906 – Bindlach, 6 giugno 2004) è stato uno scrittore e professore tedesco.
Fu un pioniere della diffusione del buddismo in Germania e maestro di Hellmuth Hecker.

## Biografia
Nel 1948 ha fondato il Seminario buddista, che dal 1955 pubblica la rivista bimestrale Wissen und Wandel.
Nel 1954 Paul Debes fu uno dei fondatori e membro del consiglio di amministrazione della Buddhistische Gesellschaft Hamburg e l'anno seguente partecipò alla fondazione della Deutsche Buddhistische Gesellschaft, l'attuale Deutsche Buddhistische Union.

## Scritti
- 1963 Das Dasein und seine Meisterung nach der Lehre des Buddha.
- 1979 Begriffe der Buddhareden mit Erklärung.
- 1982 Meisterung der Existenz durch die Lehre des Buddha. (2 voll.)
- 1987 Meditation nach dem Buddha.
- 2005 Paul Debes beantwortet Fragen zu buddhistischer Anschauung und Lebensführung. (2 voll.)